# Чума порченой крови

Дебафф «Порченой крови»

Дебафф «Порченная кровь» крайне быстро распространялся и убивал игровых персонажей, буквально «заваливая трупами» игровые пространства World of Warcraft

Чума порченой крови (англ. Corrupted Blood incident) — виртуальная эпидемия в массовой многопользовательской ролевой онлайн-игре World of Warcraft; продолжавшаяся с 13 сентября по 8 октября 2005 года.
Это происшествие не было запланировано разработчиками. «Порченая кровь» представляла собой дебафф, отнимающий у персонажей очки здоровья и способный передаваться от одного персонажа к другому, подобно инфекции. Она была введена в игру лишь для одной-единственной битвы с боссом, находящимся в изолированной локации. В результате взаимодействия игровых механик порченая кровь распространялась по всему виртуальному миру, значительно изменив игровой процесс: дебафф убивал низкоуровневых игровых и неигровых персонажей, в то время как игроки, управляющие «здоровыми» персонажами, должны были избегать «больных», чтобы не заразиться. Некоторые игроки, напротив, сознательно заражали окружающих. Компания-разработчик Blizzard Entertainment пыталась бороться с распространением чумы с помощью перезагрузок серверов и с очередным обновлением игры исправила ошибку, ставшую причиной пандемии.
Хотя виртуальная эпидемия и представляла собой непредусмотренное нарушение обычной жизни виртуального мира, она вызвала положительную реакцию сообщества игроков. В 2008 году разработчики воспроизвели её в виде «великой зомби-чумы» — на этот раз уже спланированного развлекательного мероприятия, приуроченного к Хэллоуину. Чума порченой крови привлекла интерес эпидемиологов, которые сопоставляли поведение игроков в онлайн-игре с поведением людей во время реальных эпидемий, рассматривая происшествие как полезную модель — в частности, применительно к пандемиям гриппа H1N1 и COVID-19; деятельность игроков-гриферов, сознательно заражавших других персонажей, также сравнивали с поведением террористов. 

## История
Эпидемия началась 13 сентября 2005 года, когда Blizzard представила в игре новый рейд под названием Зул’Гуруб в рамках нового обновления. Его финальный босс, Хаккар Свежеватель Душ, мог применять свою магию против нескольких игроков, накладывая на них заразный дебафф под названием «Порченая кровь». «Порченая кровь», будучи наложенной на одного персонажа, в течение примерно 10 секунд отнимала у него очки здоровья; если поблизости от «заражённого» персонажа находились союзники, дебафф передавался и им. По замыслу разработчиков, «Порченая кровь» должна была использоваться в одном этом бою и нигде больше, и дебафф должен был автоматически исчезать по истечении 10 секунд или по окончании боя.
Некоторые классы в World of Warcraft, как охотники или чернокнижники, сражаются в сопровождении управляемых компьютером спутников-«питомцев». Игрок может призывать и отзывать питомцев в любой момент, и отозванный питомец сохраняет все активные баффы и дебаффы до следующего призыва. Разработчики не учли это, в итоге один или несколько питомцев пронесли дебафф за пределы специальной локации, запустив цепочку заражений. Неигровые персонажи также могли получить дебафф, но не умирали от него, однако заражали остальных игровых персонажей, становясь по сути бессимптомными носителями и переносчиками дебаффа. Пострадало как минимум три игровых сервера. Сложность убийства Хаккара выступала сдерживающим фактором распространения «болезни». Члены игровых форумов описывали «заваленные трупами» улицы городов. Смерть в World of Warcraft не равносильна концу, а убитый персонаж вскоре воскрешается, однако смерть накладывает определённые штрафы на персонажа, доставляя неудобства игроку.
Эпидемия привела к нарушению игрового процесса. Крупные города были опустошены, сами игроки в панике спешили перебраться в сельскую местность, оставляя городские районы заполненными трупами.
Реакции игроков на данные события были самыми разнообразными и даже во многом напоминали поведение людей во время пандемии в реальном мире. Некоторые персонажи с лечебными способностями добровольно предлагали помощь, другие персонажи более низкого уровня, которые не могли помочь, уводили людей из заражённых областей, многие персонажи сбегали в незаражённые области, невольно способствуя распространению чумы; находились и гриферы, которые пытались намеренно распространить дебафф среди других. Игроки отреагировали на пандемию так, как будто она реально угрожала их благополучию. Blizzard Entertainment попыталась ввести добровольный карантин, чтобы остановить болезнь, но попытка оказалась провальной, так как некоторые игроки не восприняли это всерьёз, в то время как другие стремились воспользоваться преимуществами пандемониума. Несмотря на попытки предпринять защитные меры, пандемия продолжилась из-за того, что игроки передавали болезнь призываемым питомцам.
Blizzard в попытке решить проблему была вынуждена полностью перезагрузить сервера игры, чтобы загрузить ряд исправлений. «Пандемия» закончилась 8 октября 2005 года, когда Blizzard установила ограничение на заражение питомцев «Порченой кровью», таким образом сделав невозможным проникновение болезни за пределы Зул’Гуруба.

### Реакция
На момент начала чумы в World of Warcraft играло более двух миллионов игроков по всему миру. До того, как Blizzard Entertainment дала официальный комментарий относительно пандемии, среди игроков вёлся спор о том, была ли она преднамеренной или стала итогом ошибки. На форумах Blizzard игроки с сарказмом называли пандемию мировым фантастическим событием под названием «день, когда чума уничтожила Стальгорн». Редактор фан-сайта World of Warcraft назвал это первым настоящим мировым событием. После начала пандемии офис Blizzard разрывался от звонков разгневанных пользователей, жаловавшихся на то, что их персонажи только что умерли. Некоторые игроки и вовсе отказывались от игры, пока проблема не была исправлена. Сброс серверов был описан редакцией Gamasutra как самая «тупая концовка» игры.
Редактор Security Focus Роберт Лемос назвал людей, распространяющих болезнь намеренно, террористами World of Warcraft.
Джеффри Каплан, гейм-дизайнер World of Warcraft, заявил, что произошедшее событие подало создателям новые идеи и для возможных реальных событий в будущем. Брайан Мартин, независимый консультант по безопасности World of Warcraft, заметил, что пандемия предоставила новую модель внутриигровой динамики, которую не ожидали ни игроки, ни разработчики Blizzard, и что она призвана напомнить людям, что даже в полностью контролируемой сетевой атмосфере могут возникнуть неожиданные события, ведущие к необратимым последствиям. Брайан также сравнил «Порченую кровь» с компьютерным вирусом, заявив, что, хотя она не так опасна, но всё равно напоминает людям о влиянии компьютерного кода, и что они не всегда безопасны, независимо от предпринятых мер предосторожности.

### Великая чума зомби 2008 года
C 22 по 27 октября 2008 года Blizzard Entertainment провела в игре развлекательное мероприятие — «великую чуму зомби», имитировавшую зомби-апокалипсис; это мероприятие предваряло грядущее дополнение к World of Warcraft — Wrath of the Lich King, незадолго до его выпуска. Игроки, чьи персонажи превратились в зомби под действием болезни, могли сознательно распространять болезнь дальше; в последующие дни игрокам предлагались специальные задания для исцеления. Редакция The Sunday Times сравнила эту новую эпидемию с «Порченой кровью», но также описала её как более реалистичную. Чума была заразной, но — в отличие от «Порченой крови», передававшейся ближайшим персонажам в 100 % случаев, — риск заражения зомби-чумой был невысок. Это означало, что столкновение с одиноким зомби было не таким опасным, как столкновение с большой массой заражённых персонажей. Данное мероприятие было завершено 28 октября и сыскало положительную реакцию как у игровых критиков, так и у игроков.

### Зелёное пламя
12 января 2017 года, в течение одного дня, пока Blizzard не выпустила патч с исправлением, закрытая область с боссом стала причиной быстрого распространения очередной пандемии из-за дебаффа под названием «Клеймо», наносившего со временем всё больше урона заражённому персонажу. Дебафф мог передаваться между игроками одной фракции и убить низкоуровневых игроков за несколько секунд. Считается, что дебафф проник из области с боссом из-за ручных животных. Во время инцидента гейммастера Blizzard «обеззараживали» игроков и старались держать чуму под контролем.

## Модели для реальных исследований
В марте 2007 года Ран Д. Балисер, врач-эпидемиолог из Университета Бен-Гуриона в Негеве в Беэр-Шеве, Израиль, опубликовал в журнале Epidemiology статью, в которой описал сходство между виртуальной чумой из World of Warcraft с вспышками атипичной пневмонии и птичьего гриппа. Доктор Балисер предположил, что ролевые игры могут служить продвинутой платформой для моделирования распространения инфекционных заболеваний. В другой статье в журнале Science онлайн-игра Second Life также описывались в качестве ещё одной подходящей платформы для подобных исследований. Центры по контролю и профилактике заболеваний связались с Blizzard Entertainment и запросили статистику, связанную с виртуальной эпидемией для исследования эпидемий, но Blizzard отказалась, ссылаясь на то, что это был игровой глюк.
Чума порченой крови рассматривается как характерный пример случайного моделирования происхождения и распространения болезни. Её сравнивали с реальными эпидемиями — в том числе и в том, что её источником послужил отдалённый и малообитаемый регион, откуда «болезнь» распространилась в густонаселённые регионы через путешественников. Переносчиками «болезни» выступали как люди, так и питомцы. Здесь можно привести аналогию с птичьим гриппом, который передаётся через телесный контакт — в данном случае это были люди, а точнее неигровые персонажи, бессимптомно переносящие болезни и заражающие всех вокруг. Тем не менее чума «Порченой крови» демонстрировала и свойства, не встречающиеся в реальных эпидемиях — в частности, наличие индикатора, оповещающего о том, что носитель болен и насколько он подвержен риску заражения; в реальном мире это невозможно. Эпидемиологи также описали ещё один интересный аспект, сопровождавший виртуальную эпидемию, а именно игроков, которые намеренно отправлялись в очаги заражения на короткий момент ради любопытства или засвидетельствования. Такое поведение также встречается и при реальных эпидемиях, особенно среди журналистов, освещающих инцидент, а затем быстро покидающих территорию.
В августе 2007 года Нина Фефферман, доцент кафедры общественного здравоохранения и семейной медицины Университета Тафтса призвала провести исследование данного инцидента, сославшись на его сходство с настоящими эпидемиями. Некоторые учёные выразили заинтересованность тем, как люди в виртуальной среде будут реагировать на разные патогены. Впоследствии она вместе с Эриком Лофгреном, аспирантом Университета Северной Каролины, написала статью в The Lancet, где описывала моделирование вспышки заболеваний и эпидемиологических последствий. Фефферман также утверждала, что симуляция пандемии в многопользовательской онлайн-игре позволит решить многие проблемы, с которые сталкиваются учёные, прибегающие к традиционным способам моделирования эпидемии.
Фефферман также отмечала, что симуляция несмертельных эпидемий в онлайн-играх может стать лучшей и более гуманной альтернативой экспериментов над лабораторными мышами. По её словам, это помогло бы понять не только скорость распространения болезни, но и распространение слухов, или продумать реакцию «органов здравоохранения», например, быстрое принятие нужных мер и распространение информации, чтобы замедлить распространение эпидемии. По мнению Фефферман, Blizzard во время чумы «Порченой крови» недостаточно эффективно справлялась с данной задачей и плохо сотрудничала с игроками. Представители студии отреагировали с недовольством на заявления Фефферман, восприняв её слова как обвинение в халатной борьбе с пандемией. Однако позже разработчики признали правильность её утверждений и даже консультировались при организации новых пандемий в World of Warcraft.
Доктор Гэри Смит, профессор популяционной биологии и эпидемиологии Пенсильванского университета, заметил, что изучение эпидемий в MMO-играх имеет серьёзные преимущества над компьютерными симуляциями эпидемий, так как последние не учитывают индивидуальное поведение отдельных носителей. Одновременно Смит задался вопросом, насколько эффективным может быть изучение распространения эпидемии в виртуальной реальности Нил Фергюсон, директор Центра глобального анализа инфекционных заболеваний MRC при Имперском колледже в Лондоне утверждал, что виртуальную эпидемию никак нельзя сравнивать с реальной. Например, упоминая мероприятие с «чумой зомби», запущенное в 2008 году в рамках рекламной кампании World of Warcraft: Wrath of the Lich King, Фергюсон заметил, что многие игроки намеренно заражались, чтобы получить силы зомби и зная, что от этого их персонажи не умрут и рано или поздно вылечатся. В реальности же люди стремятся избегать опасных заболеваний, так как риск необратимых последствий для здоровья или даже смерти никак нельзя сравнивать со смертью виртуального персонажа. Фергюсон заметил, что, с одной стороны, изучение виртуальных эпидемий принесёт определённые полезные данные для эпидемиологов, но это всегда будут лишь приближенные данные, поскольку виртуальные эпидемии по-прежнему остаются развлечениями.

### Исследования моделирования терроризма
Изучая чуму порченой крови, Чарльс Блэр, заместитель директора «Центра исследований терроризма и разведки», увидел в игре World of Warcraft эффективный способ изучения того, как формируются и действуют подпольные и террористические ячейки. Хотя Блэр уже прибегал к компьютерному моделированию для изучения тактики террористов, однако изучение сообщества World of Warcraft подразумевало наблюдение за действиями реальных людей, принимающих реальные решения в виртуальном мире с контролируемыми границами. Новые исследования по его мнению, могли бы предоставить более реалистичные модели поведения террористов для аналитиков военной разведки.
Стюарт Готтлиб, эксперт по терроризму из Йельского университета, наоборот, утверждал, что хотя виртуальная пандемия была интересным и актуальным событием для своего времени, он бы не стал её использовать в качестве модели для изучения поведений террористов. Готлиб утверждал, что ни в коем случае нельзя сравнивать поведение гриферов, руководствующихся хулиганскими побуждениями, с реальными террористами, чьи действия обусловлены убеждениями политического или религиозного характера. Также необходимо учитывать и разность «ставок» для террористов и интернет-троллей, так как террористы готовы жертвовать собственной жизнью или жизнью мирных жителей, а грифер же в худшем случае столкнётся с блокировкой. Blizzard, реагируя на вышеописанные утверждения, утверждала, что World of Warcraft — это прежде всего игра, созданная не для отражения реального мира.

### Сравнение с пандемией COVID-19
Чуму «Порченой крови» также часто сравнивали с пандемией COVID-19, а эпидемиологи, изучавшие виртуальную пандемию, использовали полученные данные, чтобы лучше понять распространение коронавируса — в первую очередь социологические факторы. В частности, основным предметом критики изучения виртуальной эпидемии выступал грифинг, деятельность игроков, намеренно распространявших болезнь, а также недостаточно серьёзная реакция игроков на чуму в сравнении с гипотетической реальной эпидемией. Тем не менее, пандемия 2020 года доказала возможность подобного поведения и в реальной жизни — например, сознательное игнорирование самой возможности заразиться и передать болезнь другим людям, а также поверхностное отношение многих людей к серьёзности пандемии.
«Чума Порченой крови» возникла внезапно и получила широкое распространение, по мнению доктора Лофгрена, «Порченая кровь» проявляла свойства настоящей пандемии, они оба стали «чёрным лебедем».